# Società del Cuore di Gesù
La Società del Cuore di Gesù (in inglese Society of the Heart of Jesus) è una società di vita apostolica femminile di diritto pontificio: i membri di questa società pospongono al loro nome la sigla S.J.C.

## Storia
La società fu fondata nel 1921 in Ungheria dal sacerdote gesuita Francesco Saverio Biró.
L'arcivescovo di Esztergom approvò la società il 15 settembre 1945.
Le suore si diffusero rapidamente in Ungheria e fecero fondazioni anche in Romania, Slovacchia, Austria e Canada. Nel 1950 il governo ungherese dissolse tutte le comunità religiose e ne confiscò le proprietà: molte si rifugiarono all'estero e nel 1977 la sede della superiora generale fu trasferita provvisoriamente in Canada.

## Attività e diffusione
Le sodali si dedicano all'apostolato della stampa (con tipografie e librerie), all'istruzione religiosa, alla gestione di case per esercizi spirituali.
Oltre che in Ungheria, le suore sono presenti in Romania, Slovacchia e Canada; la sede generalizia è a Budapest.
Alla fine del 2011 la società contava 62 membri in 11 case.